# La Solana (Xaló)
La Solana és una partida situada al nord del terme municipal de Xaló, a la comarca alacantina de la Marina Alta.

## Història
La partida ja estava habitada en temps dels ibers, com ens ho demostra la troballa de ceràmica d'aquesta procedència en el Castell de la Solana a finals del segle xix. A l'anterior troballa cal afegir la descoberta d'una punta de llança també d'origen ibèric en un camp d'aquesta mateixa partida l'any 1997. En temps de la Reconquesta, el Castell de la Solana va albergar la primitiva parròquia de Xaló, servida per un sacerdot que acompanyava a les tropes i famílies cristianes.

## Desenvolupament urbanístic
A hores d'ara, la Solana té més de dos terços de la seua superfície consolidada per l'edificació residencial, però només compta amb un únic punt d'accés: el Pont Nou. Les Normes Subsidiàries de Planejament de Xaló, aprovades l'any 1994, preveuen l'obertura de l'anomenada Variant Nord, via que comunicarà directament la Solana amb la carretera d'Alcalalí.
El 2008 la Solana estava pràcticament tota urbanitzada. Consta de més d'una urbanització. El vandalisme ha fet perillar la Cova de les Meravelles fins al punt de la seua degradació quasi total (pintades, fem, estalactites trencades...), com a mesura es pretén tancar-la al públic pròximament.

## El Pont Nou o de la Solana
La iniciativa de construir aquest pont no va provindre de l'Ajuntament de Xaló, sinó de persones particulars: Jaume Noguera i Jeroni Albanell, dos cunyats casats respectivament amb les germanes Anna i Maria Giner i Montaner. Gràcies a l'esforç i la dedicació d'aquestes dues famílies es va aconseguir que, en contra de l'opinió de l'Ajuntament d'aleshores, l'obra es declarara d'utilitat pública. Els treballs de construcció van començar el dia 10 de novembre de l'any 1929. Les contribuciones econòmiques dels veïns tenien caràcter voluntari, i formaven set categories diferents: 1000, 700, 400, 200, 100, 75 i 50 pessetes.
L'altura màxima del pont sobre el riu és de 6,50 metres. La pedra que es va fer servir provenia d'una pedrera local: la del Sanxis, que estava situada en el paratge de la Penya Rotja, en la mateixa partida de la Solana. Àngel Samper va ser el mestre picapedrer que dirigia les faenes d'explotació de la pedrera, i el material era transportat en el carro de Gabriel Reus.

## El riu
El riu Xaló-Gorgos, típica rambla mediterrània, delimita la partida de la Solana pel sud. És un paratge d'una bellesa excepcional pels seus nombrosos tolls -reserves d'aigua permanents- i l'abundància i varietat dels característics cudols o còdols, pedres arrodonides per l'acció del corrent del riu.

## Noms dels tolls
- Toll de l'Assut
- Toll del Baladre
- Toll de la Centella
- Toll del Cupet
- Toll del Gos
- Toll del Mestre
- Toll del Molí de la Tarafa
- Toll de la Morera

## Subdivisió de la Solana

### Les tres zones
Geogràficament, la partida de la Solana es divideix en tres zones:
- La Solana Oest o de la Cova de les Maravelles
- La Solana Central o del Castellet
- La Solana Est o de les Penyes Roges

### Paratges de la Solana Oest
- La Raconada
- La Fonteta
- La Cava
- Les Hortetes del Motor
- El Molí Nou
- La Casa dels Lladres
- La Cova de les Maravelles

### Paratges de la Solana Central
- El Fondo (on se celebra la romeria de Sant Pere)
- El Castellet
- Les Solanetes
- El Barranquet Tort
- La Cova de l'Alfred
- El Barranquet dels Penyots
- La Penya de les Nou

### Paratges de la Solana Est
- Les Penyes Roges
- Les Penyes del Gadea
- El Tossal Gran
- La Pedrera del Sanxis

## Les zones de regadiu de la Solana
- Les Hortetes de la Fonteta
- Les Hortetes del Motor
- Les Hortetes del Molí Nou

Les dues primeres zones s'abasteixen de pous, i la tercera pren l'aigua de reg del riu. Totes tres disposen de basses:
- La Bassa de la Fonteta
- La Bassa del Motor
- La Bassa del Molí Nou